# アンタッチャブルのおバカワいい映像バトル
『アンタッチャブルのおバカワいい映像バトル』（アンタッチャブルのおバカワいいえいぞうバトル）は、フジテレビ系列にて放送されていた動物バラエティ特別番組。アンタッチャブルの冠番組である。

## 概要
アンタッチャブルが柴田率いる「どうぶつ軍」と山﨑率いる「にんげん軍」に分かれ、動物と人間それぞれの「おバカワいい」映像を見せ合いながら「動物と人間、おバカでカワイイのはどっちなのか?」をテーマにプレゼン対決する。
番組は、主に「おバカワいい」投稿動画、「おバカワいい」芸能人によるロケ、スタジオでの動物との対決企画で構成される。アンタッチャブルとゲストによるミニコント、柴田による動物の豆知識コーナー、サンミュージックからの投稿動画（カンニング竹山が登場）が毎回恒例となっている。
なお、アンタッチャブルにとっては、2019年11月にコンビ活動を再開して以来、初の冠番組となる。

## 出演者
MC
- アンタッチャブル（山崎弘也・柴田英嗣）

アナウンサー
- 山﨑夕貴（フジテレビアナウンサー）

ナレーション
- 服部潤、水沢史絵（第1回 - ）、下野紘、早見沙織（第2回 - ）

## スタッフ
第9回（2023年2月12日放送分）
- 演出監修・プロデューサー：木月洋介（フジテレビ、第3回まではチーフプロデューサー）
- 構成：武田郁之輔、キンダイチ、池谷勇太、カツオ（池谷・カツオ→第2回から）
- TP：児玉洋（フジテレビ、第5回）
- TM：高瀬義美（第4回まではTP）
- SW：小出豊（第4回ではCAM）
- CAM：横山政照（第1,3,5回）
- VE：高橋正直（第5回）
- 音声：本間祥吾（第5回）
- 照明：藤沢勝
- 美術プロデューサー：副島翔太郎（フジテレビ）
- デザイン：永井達也（フジテレビ）
- アートコーディネーター：椛田学、齋藤奨平（齋藤→第5回）
- 大道具制作：裏隠居徹
- 大道具操作：山田祐弥
- アクリル装飾：堀内重彰
- 装飾：中川祐花
- 植木装飾：小笠原了平
- 衣装：林春来
- メイク：山田かつら
- 編集：上本学
- CGデザイン：中原勇
- テロップデザイン：三宅朝陽
- MA：阿部祥高
- 音響効果：星裕介
- 撮影協力：ZOO動物プロ（第5回）
- 美術協力：フジアール
- 技術協力：ニユーテレス、fmt、エムジェイ、ONE（ON→第5回）
- リサーチ：JFK、スペクター・コミュニケーションズ、アフロ
- 監修：長沼毅、平山廉、石垣幸二、伊藤裕、村田浩平、岡宮久規（全員→第5回）
- 編成：江花松樹（フジテレビ）
- 広報：山本太欧（フジテレビ）
- デスク：弦牧和子
- TK：水越理恵
- FD：星野梨奈（第5回）
- AP：柴崎香苗（NEXTEP）、今尾千里（SWITCH、今尾→第5回、第4回まで制作進行）
- ディレクター：カワノリョウ、亀山剛志、嘉元規人（アズバーズ）、温井精一（フジテレビ）、椎葉佐都子（NEXTEP）、山本裕典（エヂカラ、第3,5回）、飯田萌、吉本一生（吉本→第4回ではFD）
- 総合演出：錫木亮（NEXTEP、第4回までは演出）
- プロデューサー：須藤景子（NEXTEP、第1,2,4回までは制作プロデューサー）、青田和大（エヂカラ、第5回、第3回ではAP）
- チーフプロデューサー：情野誠人（フジテレビ、第3回まではプロデューサー）
- 制作協力：NEXTEP
- 制作：フジテレビ編成制作局制作センター第二制作室
- 制作著作：フジテレビ

### 過去のスタッフ
- 制作統括：濱野貴敏（フジテレビ、第3回まで）
- SW：高田治（第4回まで）
- CAM：池田幸弘（第2回）
- VE：山下悠介（第1回）、土井理沙（第2回）、山下将平（第4回）
- 音声：小清水健治（第3,4回）、浮所哲也（第1,4回）
- 照明：根本進（第3回から）
- 技術協力：東京オフラインセンター（第1回）
- イラスト：グレートインターナショナル、K-WORK（K-WORK→第4回）
- 美術協力：ベルアンジュ（第1回）、アニマルプロ、日本ペット診療所、Petit Ange（アニマル〜Petit→第3回）
- 映像協力：Jukin Media（第2回）
- カラオケ音源協力：DAM（第一興商）
- 衣裳協力：AMERI、前田みのるCOLLECTION、FACE SANS FAND、チャイハネ、BEATRICE
- リサーチ：FLY MEDIA、北脇拓弥、伊藤みやび、石井千鶴、稲津大周（石井・稲津→第3回から）、ジャパンフッテージ、フライメディア
- 映像協力：ContentBible、T&T Creative Media、Courtesy of Brave Bison、Courtesy of CONTENTbible、Newsflare、Viralhog、Storyful、Caters News、Rumble Viral、Failsworld、Courtesy of Vin Di Bona Productions、Launchpad Entertainment、VIRAL VIDEO UK LTD
- 撮影協力：深澤渓 自然人村、ダチョウ王国
- 衣装協力：VENDOME AOYAMA（VEN→第1回〜）、NOLLEY'S
- FD：林夏姫（第1回）、髙﨑壮、篠崎正太（共に第4回）
- 制作プロデューサー：村山学（第1回）
- ディレクター：相澤直人、志賀裕史（2人とも第1回）、神垣光（NEXTEP）、齋藤彰、趙成京（共に第4回）

## 放送リスト
| 回 | 放送日         | 放送時間（JST）                                                        | サブタイトル                                                              | スタジオゲスト | VTRゲスト | 放送枠        |
| -- | -------------- | ---------------------------------------------------------------------- | ------------------------------------------------------------------------- | --- | --- | ------------- |
| 1  | 2020年 3月17日 | 火曜 19:00 - 21:00                                                     | アンタッチャブルのおバカワいい映像バトル 動物と人間の笑える動画151連発!   | 朝日奈央 仲里依紗 久本雅美 吉村崇 （平成ノブシコブシ）                                                                                | カンニング竹山 | （なし）      |
| 2  | 7月8日         | 水曜 19:00 - 21:54                                                     | アンタッチャブルのおバカワいい映像バトル 252連発 どうぶつ軍VS人間軍       | かまいたち 白濱亜嵐 高嶋ちさ子 フワちゃん                                                                                             | ぺこぱ フワちゃん EXIT 中島イシレリ 生見愛瑠 丸山桂里奈 宮下草薙 高岸宏行（ティモンディ） 横川尚隆 ロイ 別府ともひこ（エイトブリッジ） 塚田僚一（A.B.C-Z） 奥村うどん（スタンダップコーギー） オカリナ（おかずクラブ） | （なし）      |
| 3  | 8月23日        | 日曜 19:00 - 21:54                                                     | アンタッチャブルのおバカワいい映像バトル 動物×人間!爆笑動画200以上        | 陣内智則 高嶋ちさ子 フワちゃん ぺこぱ                                                                                                 | ぺこぱ フワちゃん EXIT 中島イシレリ 生見愛瑠 宮下草薙 横川尚隆 ロイ 別府ともひこ（エイトブリッジ） 塚田僚一（A.B.C-Z） 重盛さと美                                                                                      | （なし）      |
| 4  | 10月6日        | 火曜 19:00 - 21:00                                                     | アンタッチャブルのおバカワいい映像バトル 〜動物VS人間〜爆笑動画218連発    | 朝日奈央 小峠英二（バイきんぐ） 榊原郁恵 ぺこぱ                                                                                       | ぺこぱ 宮下草薙 横川尚隆 ロイ 塚田僚一（A.B.C-Z） 島太星 別府ともひこ（エイトブリッジ） 王林 | （なし）      |
| 5  | 11月15日       | 日曜 20:00 - 21:54                                                     | アンタッチャブルのおバカワいい映像バトル 動物VS人間爆笑動画170連発以上    | IKKO 佐久間大介（Snow Man） 高橋茂雄（サバンナ） Matt 山之内すず                                                                      | ぺこぱ 宮下兼史鷹（宮下草薙） 横川尚隆 ロイ 尾形貴弘（パンサー） 島太星 別府ともひこ（エイトブリッジ） 王林 丸山桂里奈 松本薫 田中卓志（アンガールズ） カンニング竹山                                                  | 日曜ワンダー! |
| 6  | 2021年 1月24日 | 日曜 20:00 - 21:54                                                     | アンタッチャブルのおバカワいい映像バトル 香取慎吾がくる～!ライオンと対決! | 香取慎吾 池田美優 川島明（麒麟） 生見愛瑠 吉村崇（平成ノブシコブシ）                                                                  | なし | 日曜ワンダー! |
| 7  | 6月27日        | 日曜 20:00 - 21:54                                                     | アンタッチャブルのおバカワいい映像バトル 動物VS人間!爆笑動画200発以上     | 池田美優 内田篤人 尾形貴弘（パンサー） 小峠英二（バイきんぐ） 田中卓志（アンガールズ） 那須川天心 生見愛瑠 吉村崇（平成ノブシコブシ） | | 日バラ8       |
| 8  | 11月28日       | 日曜 20:00 - 21:54                                                     | アンタッチャブルのおバカワいい映像バトル 動物VS人間!笑える動画121連発     | 池田美優 IKKO 大西流星（なにわ男子） 小峠英二（バイきんぐ）                                                                           | 尾形貴弘（パンサー） 紗栄子 松丸亮吾 | 日バラ8       |
| 9  | 2023年 2月12日 | アンタッチャブルのおバカワいい映像バトル 爆笑わんニャン大集合!120連発! | 小泉孝太郎 岩井勇気（ハライチ） 澤部佑（ハライチ） 山本舞香               | | |               |